# Fényi-erdő Természetvédelmi Terület
A 297 hektárnyi területen fekvő Fényi erdő 1954 óta természetvédelmi terület, a Nyírség egykori erdőségének megmaradt utolsó foltja.

## Fekvése
Bátorliget község Szabolcs-Szatmár-Bereg vármegye keleti-délkeleti szélén, a Nyírség peremén helyezkedik el, közvetlenül a román határ mellett, Nyírbátortól kelet-délkeleti irányban, Mátészalkától délre. Maga a Fényi-erdő a település határának délkeleti szélén helyezkedik el, a védett terület délkeleti és déli széle lényegében egybeesik az államhatárral.
A község határai között egyébként két másik, jelentős természetvédelmi terület is található, ezek közül a bátorligeti ősláp a helység lakott területétől északi irányban terül el, a központtól is alig több mint egy kilométerre, a bátorligeti legelő pedig az előbbinek nyugati szomszédságában, az attól Nyírpilis felé eső területen.

## Jellege
A nyírség homokbuckáin megtelepedett egykori összefüggő erdőség, és az egykori folyómedrek helyén kialakult homokbuckák közötti hűvös,
lefolyástalan, nedves, részek égeres-nyíres ligeteinek maradványa.

## Keletkezése
A Nyírség homokját még valamikor a jégkorszak előtt a környező folyók 
hordaléka terítette szét a vidéken, amit aztán a jégkorszak után uralkodó széljárás formált buckává.

## Növényvilága
A buckák tetején, napsütötte, melegebb oldalain a ma már csak szórványosan fellelhető kocsányos tölgyek által alkotott pusztai tölgyes található, mely jellemzően legszárazabb homoki talajainkon él, fái is alacsonyabb növésűek, mint a vízben bővelkedő területen élő gyöngyvirágos tölgyeseké.
Az erdőt mozaikszerűen beékelődött homoki (puszta) gyepfoltok tarkítják.
A Fényi erdő homokdombjai (buckái) közötti mélyedések hűvös, lefolyástalan nedves részein gyöngyvirágos tölgyes, kőris, szil ligeterdő, s nyírláp található.
A cserjeszintet főleg az egybibés galagonya, fagyal, és a kökény alkotja.
A változatos erdős, ligetes részeken gyakori az európai zergeboglár, turbánliliom, a kosborfélék, köztük a vitézkosbor, de megtalálható
itt a hegyvidékekre jellemző fehér madársisak is.

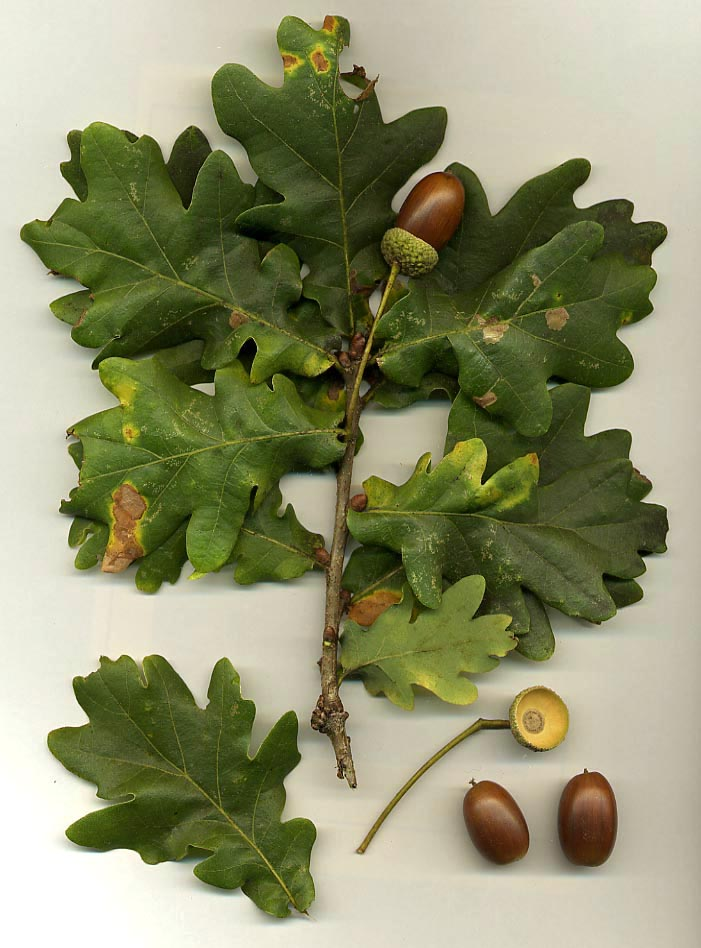
Kocsányos tölgy (Quercus robur)
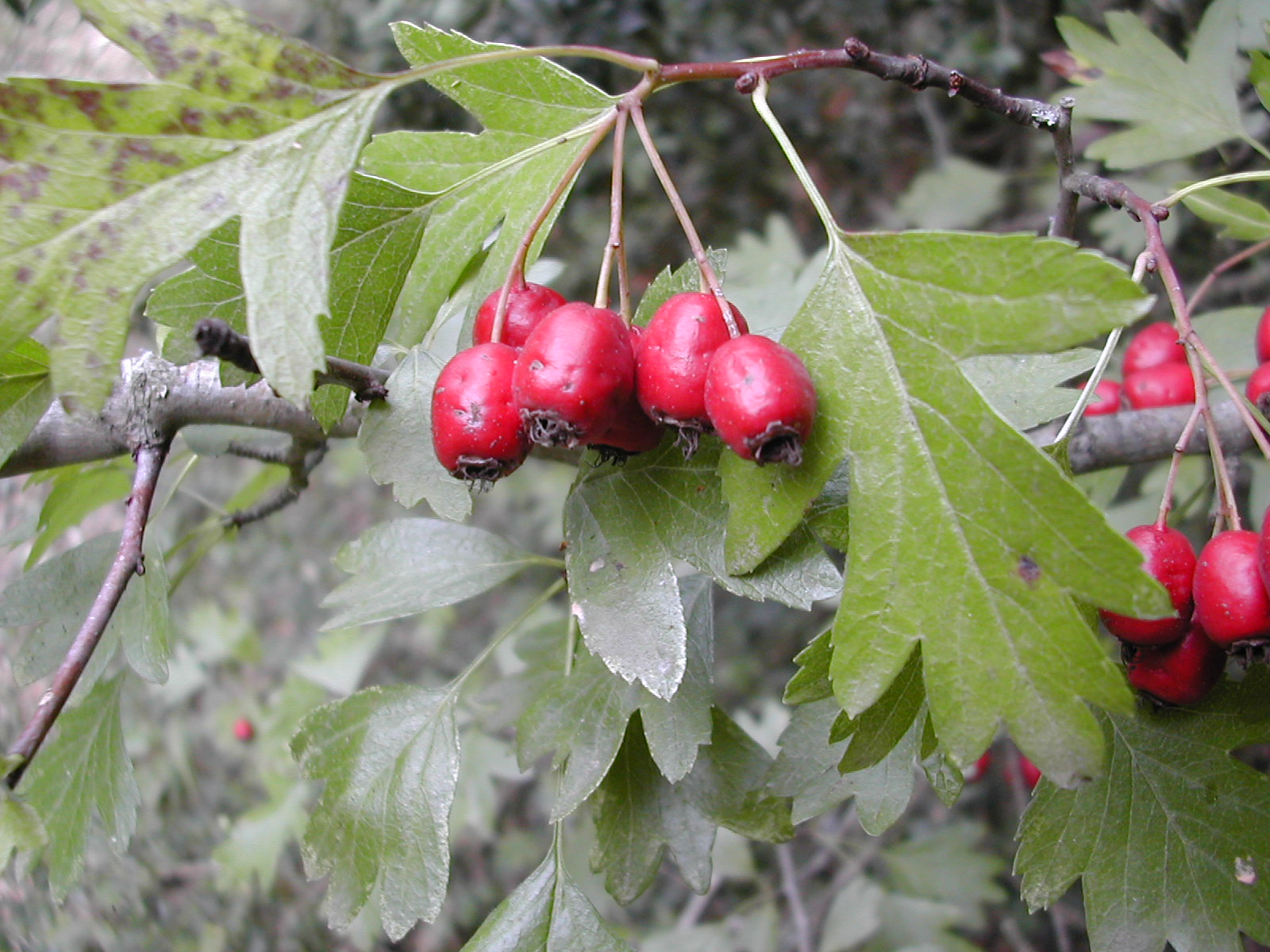
Egybibés galagonya
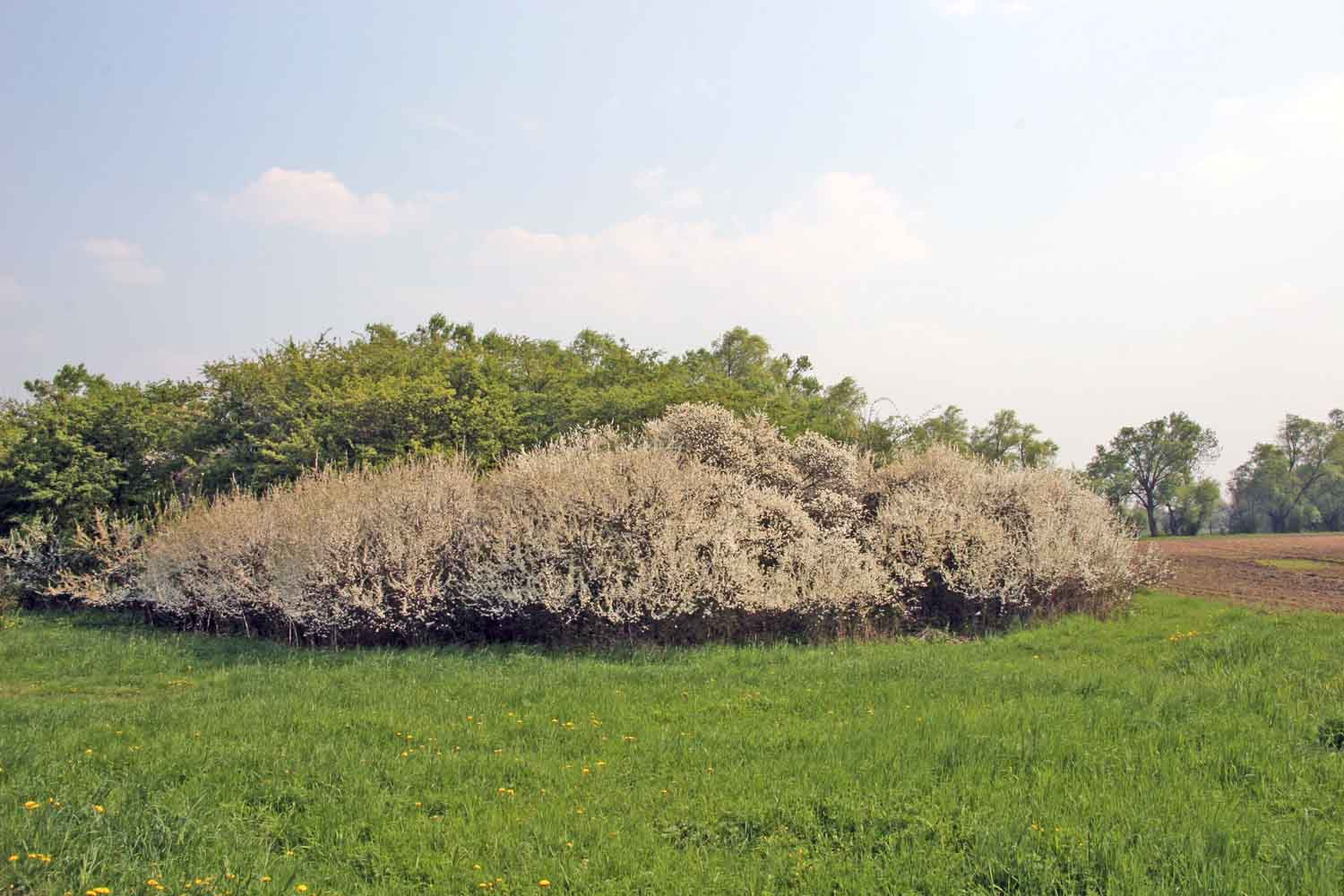
Virágzó kökénybokrok
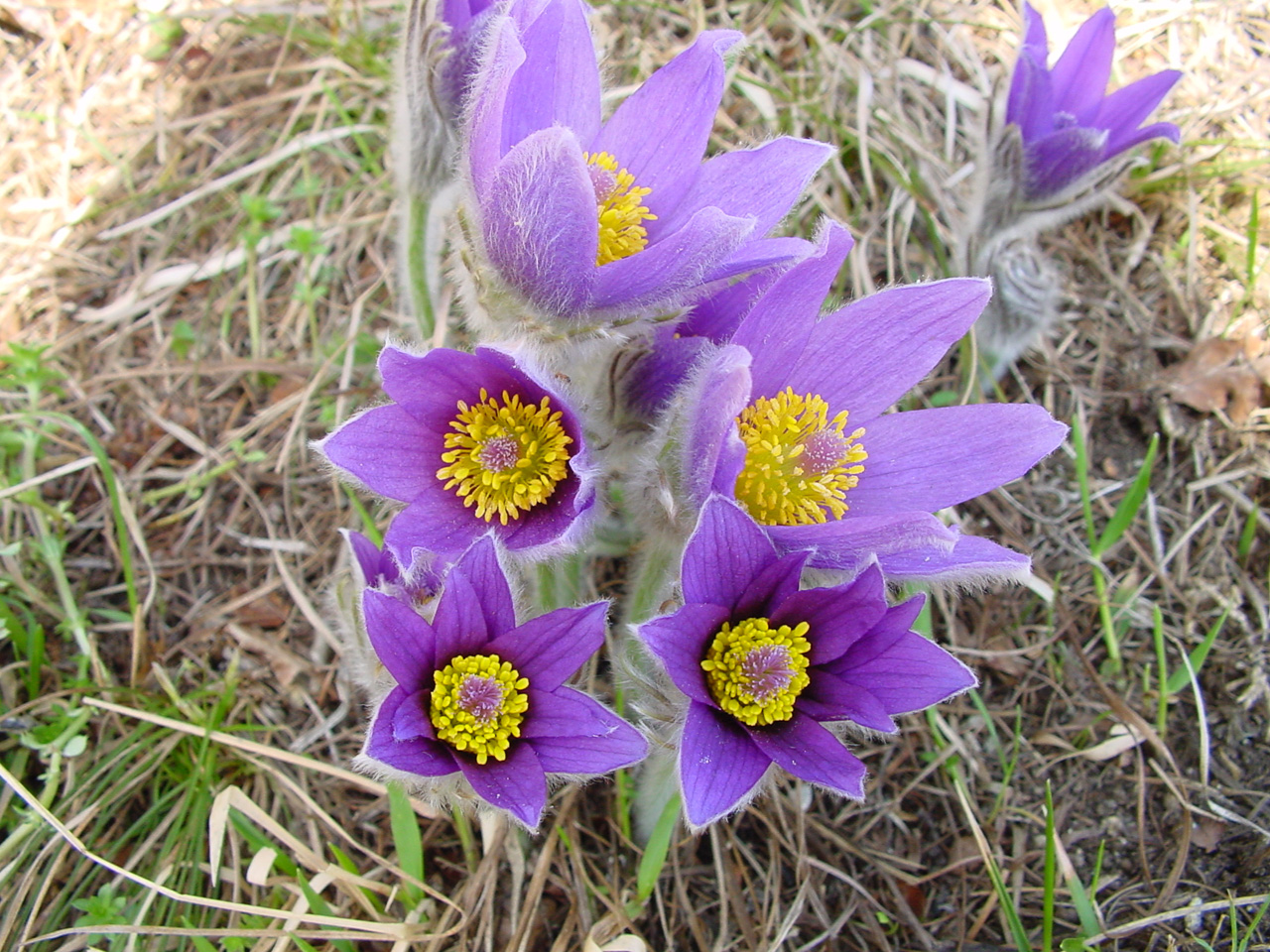
Kökörcsin
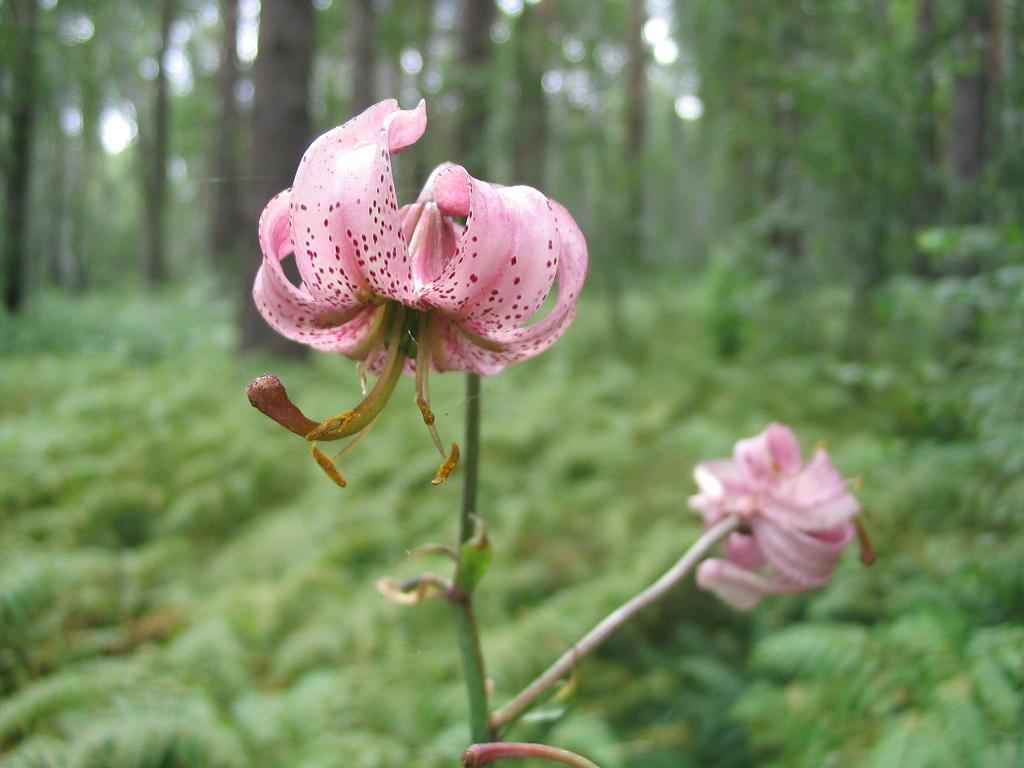
Turbánliliom
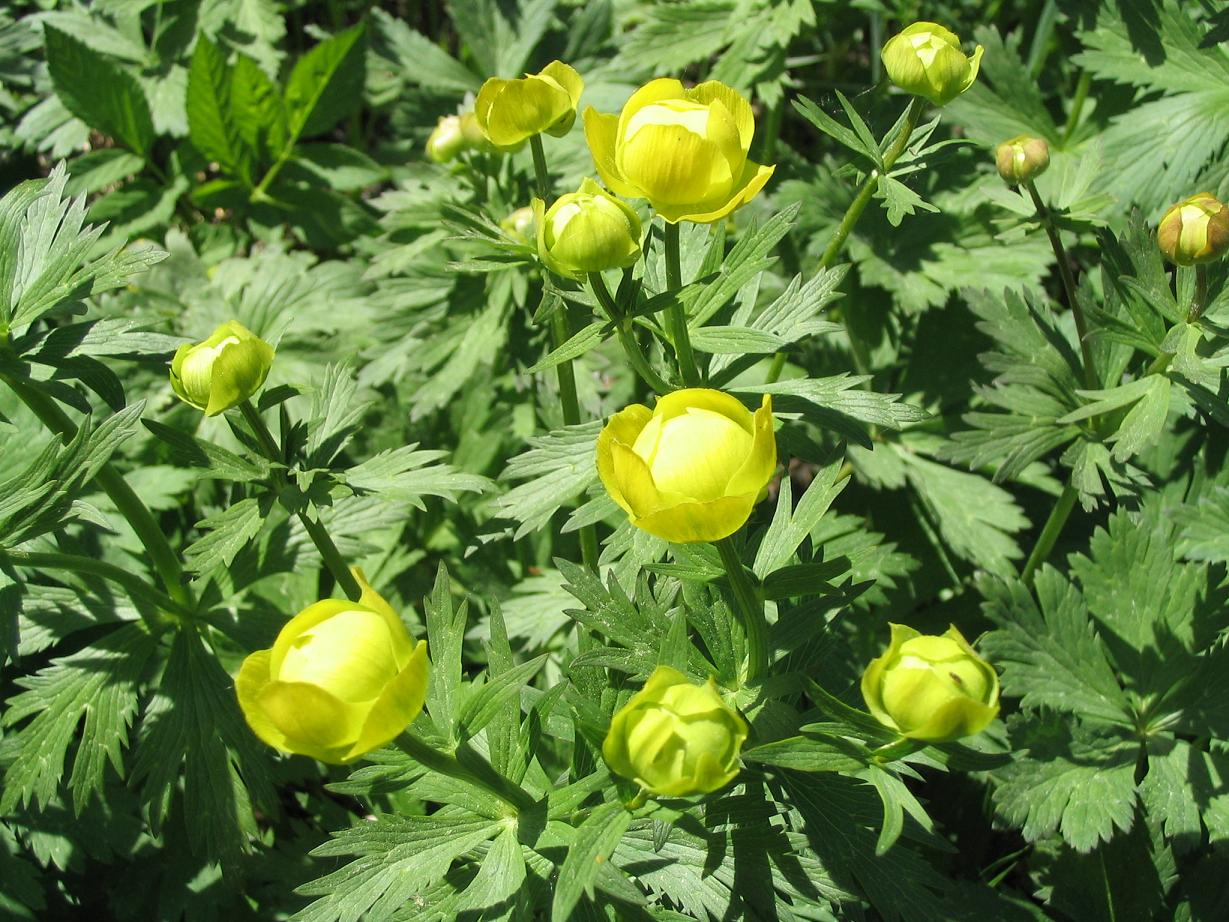
Európai zergeboglár
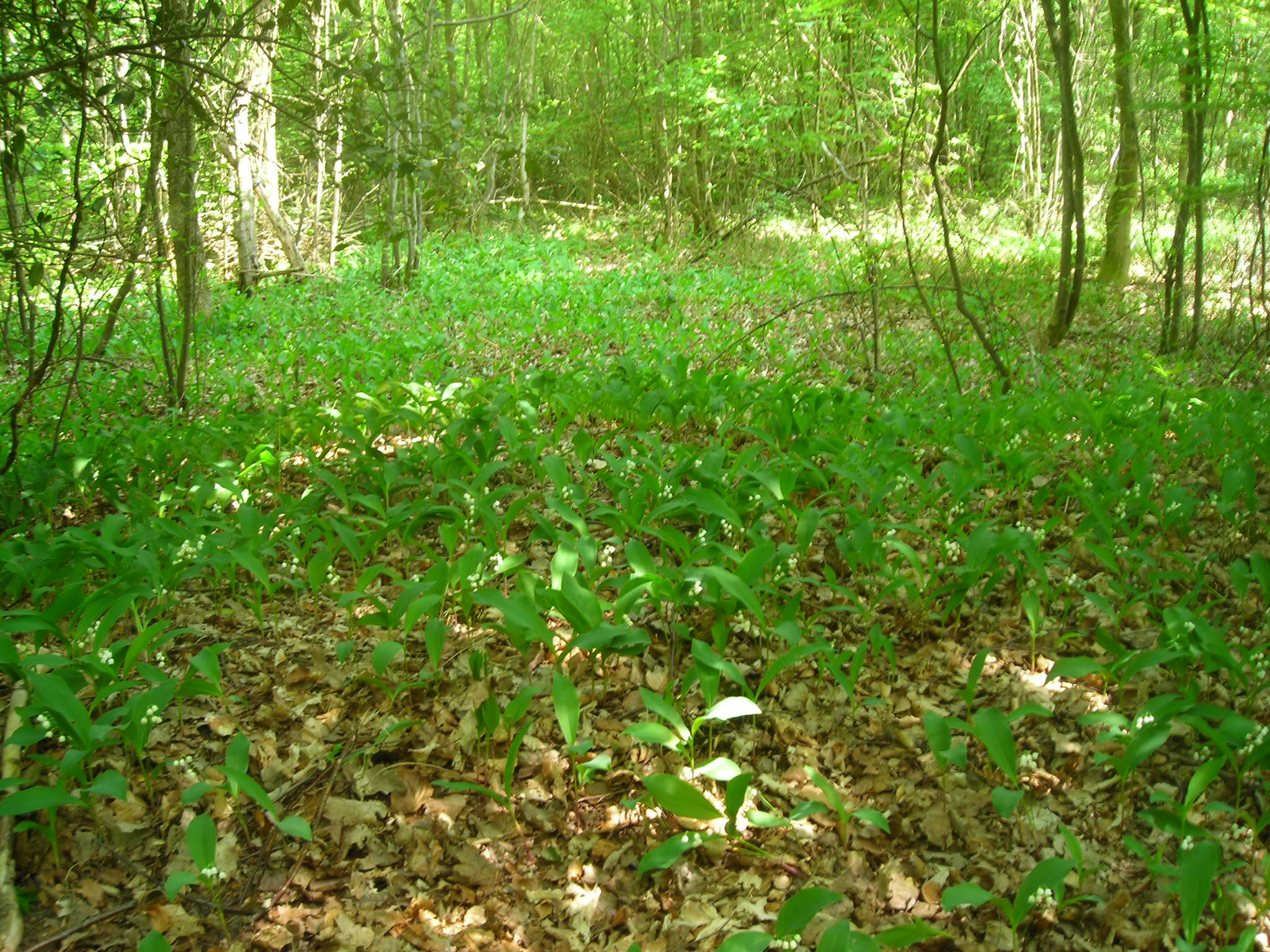
Gyöngyvirágos erdő
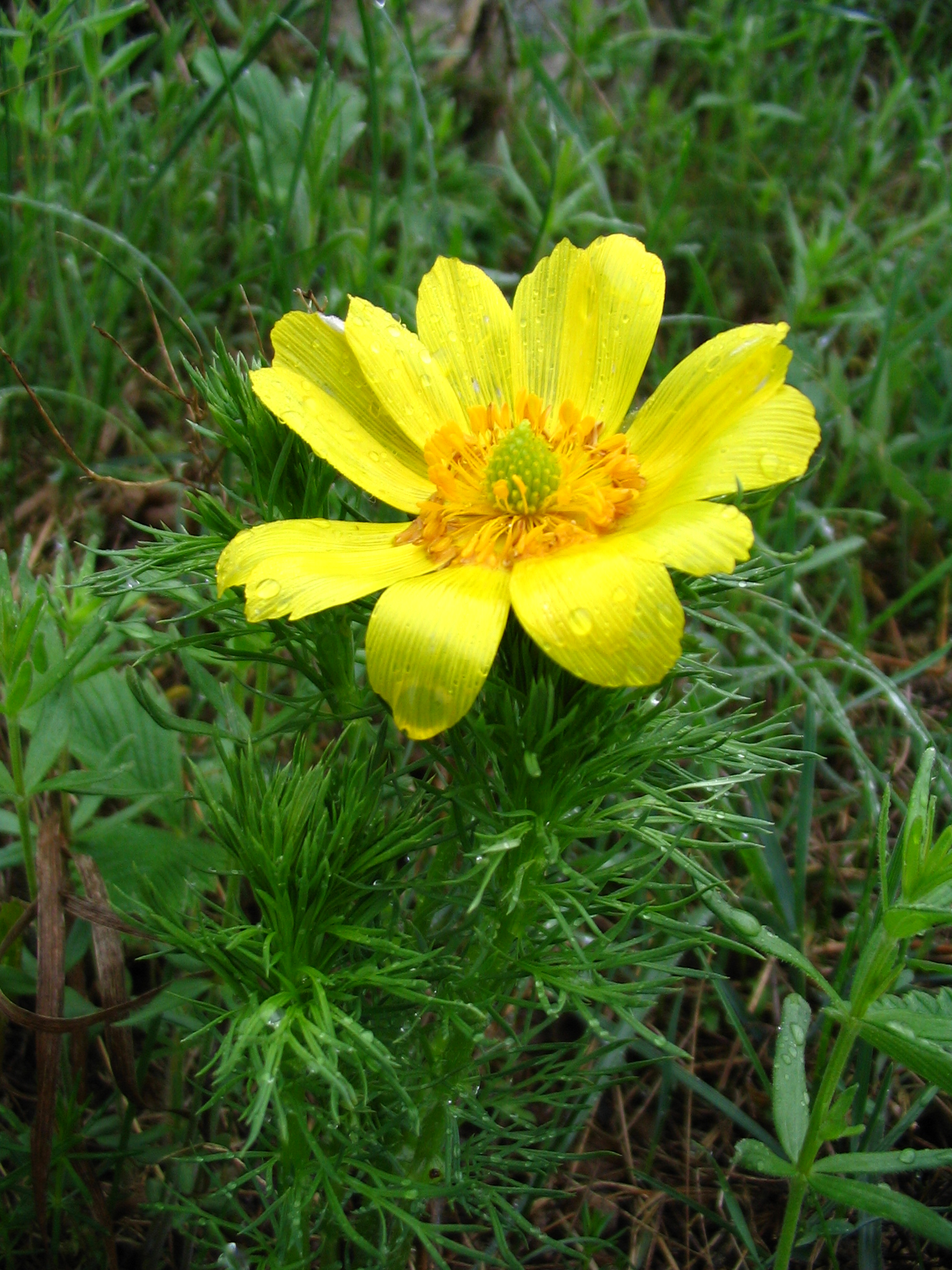
Tavaszi hérics

A homokbuckák és ligeterdők lápos részei közé beékelődött homoki gyepben
pedig a tavaszi hérics sárga virágai, s a kökörcsin alkotnak színes mezőt.